# Михаил Назаров
Михаил Викторович Назаров (на руски: Михаил Викторович Назаров) е руски писател, историк, общественик, публицист и монархист. Основател е на книгоиздателството „Руска идея“.

## Биография
Михаил Назаров е роден на 18 септември 1948 година в град Макеевка, Сталинска област, Украинска ССР, СССР в семейство на инженери. Негови дядо (белогвардейски офицер) и прадядо (свещеник) са разстреляни от болшевики през 1920 г.
Завършва техникум (1967) и работи като електромеханик в Крайния север на Красноярски край – на остров Диксон в Северния ледовит океан (край устието на Енисей) и полярната станция на нос Челюскин. Завършва Преводаческия факултет на Московския държавен педагогически институт за чужди езици „Морис Торез“ (1975) и заминава като преводач при строителството на металургичен комбинат в Алжир.
През 1975 г., отказал в Алжир да сътрудничи с КГБ, емигрира с жена си в Германия. Там е отговорен секретар на списание „Посев“, става член на Съюза на германските журналисти и на Народно-трудовия съюз, съучредител на Руското национално обединение.
През 1994 година се установява в Русия. Избран е за секретар на Съюза на писателите в Русия. Бил е член на ръководството на Руското християнско държавно движение (ръководител Виктор Аксючиц), движението „Държава“ (ръководител Александър Руцкой), член на Управителния съвет на Съюза на руския народ (ръководител Вячеслав Клыков).
През 1996 година създава издателство „Руска идея“, издаващо православни, исторически и политически книги.